# Molukse sperwer
De Molukse sperwer (Tachyspiza erythrauchen) is een roofvogel uit de familie van de havikachtigen (Accipitridae). 

## Verspreiding en leefgebied
Deze soort is endemisch op de Molukken en telt twee ondersoorten:
- T. e. erythrauchen: de noordelijke Molukken.
- T. e. ceramensis: de centrale Molukken.

## Status
De grootte van de populatie wordt geschat op 1000-10.000 vogels en deze aantallen nemen af. Op de Rode lijst van de IUCN heeft deze soort de status gevoelig.